# Takeshi Yonezawa
Takeshi Yonezawa (米澤剛志?, Yonezawa Takeshi; Prefettura di Osaka, 6 febbraio 1969) è un ex calciatore giapponese, di ruolo difensore.

## Carriera
Conta 35 presenze e 5 reti nella massima divisione del campionato giapponese.